# Dorypetalum marmaratum
Dorypetalum marmaratum är en mångfotingart som beskrevs av Hoffman och Hans Lohmander 1964. Dorypetalum marmaratum ingår i släktet Dorypetalum och familjen Dorypetalidae. Inga underarter finns listade i Catalogue of Life.